# Apophyt

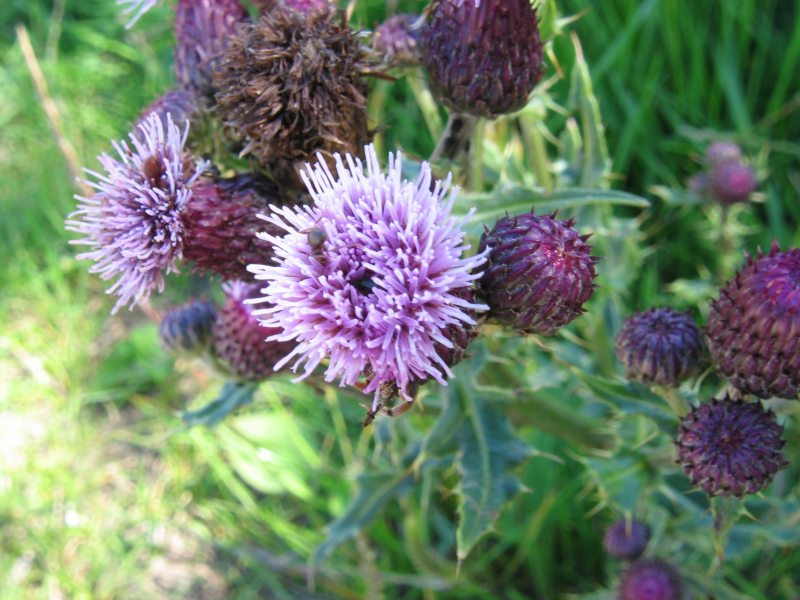
Die Ackerkratzdistel zählt zu den Apophyten

Als Apophyt bezeichnet man die einheimischen (botanisch auch "indigen" genannt) Pflanzenarten, die auf anthropogene (menschengeschaffene) Standorte wechseln und bis zu einem gewissen Grad oder sogar gänzlich auf den Menschen angewiesen sind.
Während des vor 7.400 Jahren beginnenden Neolithikums wurden beispielsweise in Mitteleuropa erstmals Wälder gerodet, um Platz für Gärten und später Äcker zu schaffen. Diese Standorte waren offener als die meisten natürlichen. Sie boten einigen heimischen Pflanzenarten, die an offene Standorte angepasst waren, neuen Lebensraum. Die ersten Ackerunkräuter waren daher teilweise einheimische Arten, andere wurden mit dem Saatgut aus Südosteuropa oder dem Orient eingeschleppt.
Folgt man hingegen der insb. von Frans Vera aufgestellten Megaherbivorenhypothese, so haben die lichten Standorte, die Apophyten benötigen, schon vor dem Neolithikum in Mitteleuropa existiert, da die Wälder durch Großpflanzenfresser offengehalten wurden. Demnach würden die anthropogenen Standorte nur Ersatzlebensräume für verschwundene offene Weidelandschaften darstellen, an welche sich die Apophyten ursprünglich angepasst hätten.

## Beispielhafte Apophyten
Als typische Apophyten gelten beispielsweise Gänsefuß-Gewächse wie der Gute Heinrich, die in Flussauen und offenen Feuchtstandorten beheimatet waren. Zu den Pflanzen, die den Lebensgemeinschaften auf trockenen Waldgrenzstandorten angehörten und sich auf den Äckern ansiedelten, zählen beispielsweise Acker-Schmalwand und Ackerkratzdistel. Die Anzahl der Arten, die ursprünglich den Wald-Lebensgemeinschaften angehörten und die auf anthropogene Standorte wechselten, ist wesentlich geringer. Zu ihnen zählen beispielsweise die Acker-Glockenblume und das Kletten-Labkraut. Gleiches gilt für die Arten der Küstenvegetation. Zu den wenigen Arten, die ursprünglich dieser Lebensgemeinschaft entstammten und die den Apophyten zugerechnet werden, zählen das Echte Leinkraut sowie das Gewöhnliche Rispengras.

## Abgrenzung zu Archäo- und Neophyten
Die erste Besiedelung von durch Menschen beeinflussten Standorten geschieht in der Regel durch einheimische Arten, die diesen Standortbedingungen angepasst sind. Ihnen folgen dann Arten, die durch den Menschen bewusst oder unbewusst verschleppt wurden (sogenannte Hemerochorie). Diese eingeführten Pflanzen unterteilt man in Archäophyten, deren Einführung vor 1492 geschah und in Neophyten, die im Zeitraum danach in ihren neuen Lebensraum verbracht wurden. Das Jahr 1492 – das Jahr als Christoph Columbus mit der Santa Maria auf den Antillen anlegte – wird von den meisten Autoren als Beginn eines neuen Zeitalters markiert, da in der Folge ein weltumspannender Austausch von Menschen und Gütern einsetzte, der in seiner Dimension ohne historisches Vorbild war.

## Bildergalerie von typischen Apophyten

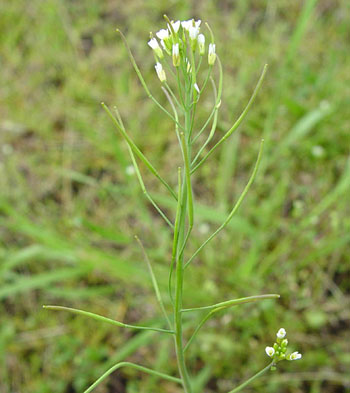
Acker-Schmalwand
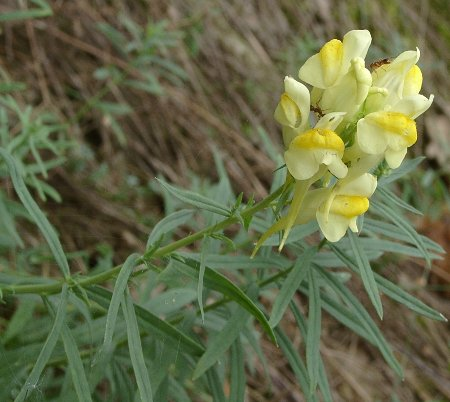
Echtes Leinkraut